# Marco Ferreira
Marco Evan Ferreira (ur. 4 października 1987 w Seia) – portugalski siatkarz, grający na pozycji atakującego, reprezentant Portugalii. 
Jego młodszy brat Alex, również jest siatkarzem. 

## Przebieg kariery
| 2004–2007                 | SL Benfica                     |
| 2007–2008                 | CS Marítimo                    |
| 2008–2009                 | AJ Fonte Bastardo              |
| 2009–2011                 | CS Madeira                     |
| 2011–2012                 | Orange Nassau                  |
| 2012–2013                 | BCC-NEP Castellana Grotte      |
| 2013–2015                 | SC Espinho                     |
| 2015–2016                 | Spacer's de Toulouse           |
| 2016–2017                 | SC Espinho                     |
| 2017 (do 11.2017)         | Emma Villas Siena              |
| 2017–2018 (od 01.12.2017) | Ansan Bank Rush & Cash         |
| 2018–2019                 | SC Espinho                     |
| 2019–2020                 | Ar-Rajjan SC                   |
| 2020–2021                 | Al Jazira SC                   |
| 2021 (do 12.2021)         | SC Espinho                     |
| 2021–2022 (od 13.12.2021) | Chemeko-System Gwardia Wrocław |
| 2022–                     | Unicaja Costa de Almería       |

## Sukcesy klubowe
Puchar Portugalii:
- 2005, 2006, 2007, 2017

Mistrzostwo Portugalii:
- 2005
- 2017

Superpuchar Kataru:
- 2019

## Sukcesy reprezentacyjne
Liga Europejska:
- 2010
- 2009